# Erebia rhodia
Erebia rhodia är en fjärilsart som beskrevs av Jacob Hübner 1816. Erebia rhodia ingår i släktet Erebia och familjen praktfjärilar. Inga underarter finns listade i Catalogue of Life.